# Síntesis substractiva

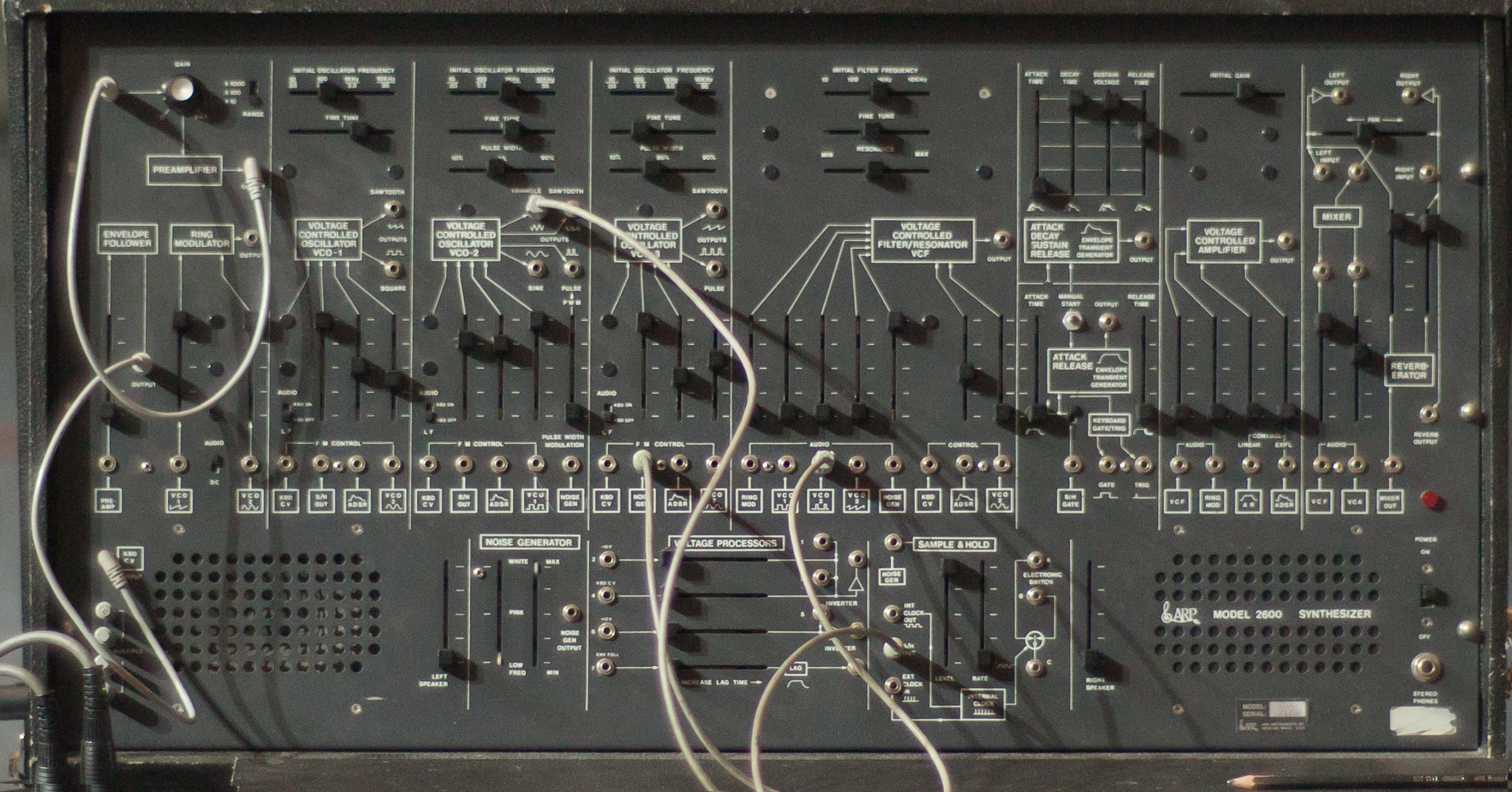
ARP 2600

Es un método de síntesis donde una señal es generada por un oscilador y después filtrada. Esta señal puede tener diferentes tipos de forma, por lo tanto varía en su contenido armónico. 
Anteriormente se lograba gracias a los circuitos electrónicos de los sintetizadores analógicos. Con el paso del tiempo la técnica se ha ido sofisticando y actualmente en prácticamente cualquier ordenador se puede realizar este procedimiento.

## Formas de onda base
Las señales base de la síntesis substractiva, deben ser ricas en armónicos. Estas pueden tener cualquier forma de onda (o cualquier espectro), aunque las llamadas formas básicas -menos la senoidal, por su espectro pobre-, como triángulo, diente de sierra, cuadrada o pulso se usan con frecuencia. A la señal emitida por el oscilador se le aplica un filtro para eliminar (substraer) cierta gama de frecuencias y lograr así sonidos diferentes. 

## Filtros
La síntesis substractiva depende de los filtros, justamente a través de estos se produce un cambio en la señal. Las características de los filtros se determinan por su función de transferencia y su orden.
La primera determina la forma en que la señal aplicada cambia en señal y amplitud al pasar por el filtro, la segunda describe el grado de aceptación o rechazo de frecuencias por encima o por debajo de la respectiva frecuencia de corte. 
En la práctica, para poder conseguir gamas más o menos amplias de sonidos mediante la variación del filtrado, es necesario que la onda de base sea rica en armónicos. En el caso de las formas de onda mencionadas, la que contiene más armónicos es la diente de sierra, por lo que con frecuencia es la más empleada en este tipo de síntesis.
Las ondas cuadrada y diente de sierra producen sonidos ásperos y agresivos, pero la aplicación de un filtro paso bajo consigue sonidos de diferentes colores. La mayoría de los sonidos electrónicos que imitan conjuntos de metales o cuerdas son generados mediante este método, variando, según el caso, la frecuencia de corte del filtro para conseguir sonidos con más o menos brillo.
Los tres tipos de filtros más conocidos y utilizados son:
Paso bajo (Low Pass): Permite el paso de frecuencias bajas y atenúa las frecuencias altas.
Paso alto (High Pass): Permite el paso de frecuencias altas y atenúa las frecuencias bajas.
Paso banda (Band Pass): Permite pasar solo un rango determinado de frecuencias.

## Ruido filtrado
Otro procedimiento para filtrar las ondas utiliza el ruido rosa y el ruido blanco, filtrados por medio de un filtro paso-banda de frecuencia central y ancho de banda variable.

## Técnicas de síntesis substractiva
La síntesis substractiva es popular en los sintetizadores analógicos y muchos de estos sintetizadores implementan esta técnica.
En la actualidad es igualmente utilizada como una más de las posibilidades de sintetizadores digitales, capaces de generar formas de onda complejas mediante algoritmos o a partir de muestras de sonidos reales almacenadas en su memoria.